# Бычков, Алексей Михайлович
Алексе́й Миха́йлович Бычко́в (15 июля 1928 — 12 июля 2015) — советский и российский религиозный деятель, баптист, генеральный секретарь Всесоюзного совета евангельских христиан-баптистов в 1971—1990 годах. Соавтор «Вероучения 1985 года», являющегося в настоящее время официальным вероучением РС ЕХБ, почетный доктор богословия (1984).

## Биография
Родился в Клинском районе Московской области в семье верующих. Закончив строительный техникум, поступил в вуз. Однако в 1949 году он обратился к Богу и принял водное крещение в баптистской церкви, из-за чего был исключен из института. Высшее образование по специальности инженер-строитель получил во Всесоюзном заочном политехническом институте, который окончил в 1953 году.
В течение 19 лет работал в НИИ ГИПроАвтоТранс. Работу в НИИ Алексей Михайлович закончил в должности начальника архитектурно-строительного отдела.
В июле 1969 года был приглашен для работы во Всесоюзный совет евангельских христиан-баптистов (ВСЕХБ). В мае 1970 года его рукоположили на пасторское служение председатель ВСЕХБ Илья Григорьевич Иванов и президент Всемирного союза баптистов Уильям Толберт.
В 1970—1975 годах — член исполкома Всемирного союза баптистов, в 1975—1990 — член Генерального совета ВСБ.
В 1971—1990 годах — генеральный секретарь ВСЕХБ. Как писал о нём Александр Семченко: «занимался внешними контактами ВСЕХБ. Он много ездил по разным странам, где рассказывал, как свободно живут верующие в СССР. Неплохо владел английским языком».
В 1976—1978 годах — президент Европейской баптистской федерации (ЕБФ).
В 1984 году получил степень почётного доктора богословия теологического факультета имени Яна Амоса Коменского Пражского университета.
В 1990—2006 годах — вице-президент Российского библейского общества.
В 1996—2003 годах — президент Московской семинарии евангельских христиан.
С 2001 года член Совета попечителей Семинарии евангельских христиан.
В мае 1999 года получил степень почетного доктора богословия в богословской семинарии Эсбери в городе Вилмор, Кентукки, США.
Награждён орденом «Дружбы народов».

## Наследие
- Соавтор (вместе с А. И. Мицкевичем) учебного пособия «Догматика», написанного для Заочных библейских курсов[4].
- Вероятно, являлся одним из составителей ныне действующего официального Вероучения ЕХБ 1985 года.
- Автор перевода на русский язык автобиографии Ивана Проханова «В котле России»[5], написанной Прохановым на английском языке.
- Написал автобиографию «Мой жизненный путь»[6].